# Voynikovo
Voynikovo (Войниково no alfabeto cirílico) é uma aldeia do município de Tervel, na província de Dobrich, no nordeste da Bulgária. Em 1º de janeiro de 2007, possuía uma população de 13 habitantes e uma área de 18,766 km², localizando-se a 346 quilômetros de Sófia, capital da Bulgária. Encontra-se na faixa de 200 a 300 metros acima do nível do mar.